# Costa Pereira (político)
José Fernandes da Costa Pereira Júnior (Campos dos Goytacazes, 20 de janeiro de 1833 — Rio de Janeiro, 10 de dezembro de 1899) foi um advogado e político brasileiro.

## Biografia

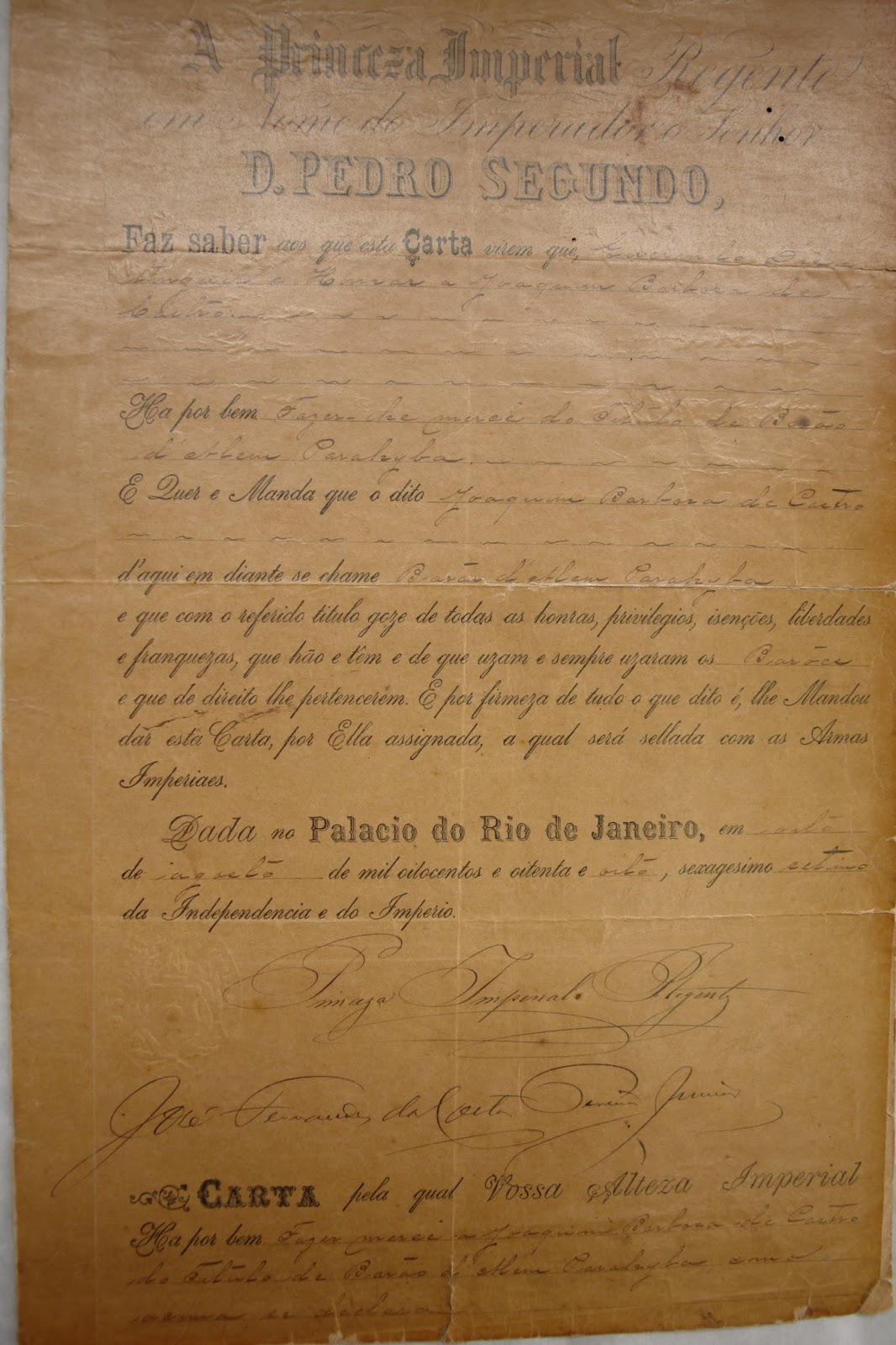
Assinatura como chancela ministerial de 8 de agosto de 1888.

Bacharelou-se pela Faculdade de Direito de São Paulo, em 1856, aos 23 anos de idade. Retornou à sua cidade natal, onde advogou com êxito por algum tempo. Apesar de ter se formado em direito, era versado em assuntos econômicos e desenvolveu o setor das estradas de ferro e o de imigração, durante os seus mandatos executivos. Foi partidário da abolição da escravatura.
Em 1868, foi nomeado presidente da província de Santa Catarina, não tomando posse do seu cargo.
Foi presidente das províncias do Espírito Santo, de 22 de março de 1861 a 28 de maio de 1863, do Ceará, de 20 de janeiro a 26 de abril de 1871, de São Paulo, de 30 de maio de 1871 a 19 de junho de 1872, e do Rio Grande do Sul, de 11 de julho a 1 de dezembro de 1872.
Foi eleito Deputado Geral como representante do Espírito Santo, cargo em que se reelegeu por algumas vezes (de 1872-1875, 1878 e de 15 de maio de 1885 a 1889). Foi único deputado que se devotou à lavoura, então em estado de total empobrecimento naquela província.
No governo imperial, foi ministro da Agricultura, de 28 de janeiro de 1873 a 25 de junho de 1875, no Gabinete Rio Branco, e dos Negócios do Império do Brasil, de 10 de março de 1888 a 4 de janeiro de 1889, no Gabinete João Alfredo.
Quando estava na pasta da Agricultura, preocupou-se com o povoamento do solo espírito-santense, tendo iniciado, nesta província, a colonização de Santa Leopoldina, Santa Teresa, Santa Isabel (atual Domingos Martins), Rio Novo do Sul, Alfredo Chaves, por imigrantes alemães e italianos.
Ganhou o título de Conselheiro do Império.
Ocupou a cadeira nº 7 da Academia Espírito-Santense de Letras.